# Акпаров, Аскарали Адамшаевич
Аскарали Адамшаевич Акпаров (узб. Asqarali Odamshoyevich Akparov, вариант Аскарали Адамшаевич Акбаров (узб. Asqarali Odamshoyevich Akbarov); 2 ноября 1951, село Каравон, Янгиюльский район, Ошская область, Киргизская ССР, СССР — 12 февраля 2022, Наманган, Узбекистан) — советский, узбекский наккош-каллиграф, художник-орнаменталист, резчик по ганчу. Народный мастер Узбекистана (2000), академик Академии художеств Узбекистана (2003).
Один из ведущих орнаменталистов Узбекистана, продолжатель традиций ферганской школы орнаментальной росписи. Принимал участие в оформлении зданий и сооружений расположенных на территории многих стран: Узбекистан, Германия, Македония, Армения, Кипр, Монголия, Индия, Швейцария. Разносторонний мастер, сочетающий в своей работе искусство наккоша и резьбу по ганчу, керамики и каллиграфии.

## Биография
Родился 2 ноября 1951 года в село Каравон Янгиюльского района Ошской области. В его детские годы, его семья переехала в Узбекистан, поселившись в селе Исковот Янгикурганского района. Окончил Республиканское художественное училище им. П. Бенькова и Национальный институт искусства и дизайна имени Камолиддина Бехзода, в 1995 году — Государственный институт искусств и культуры Узбекистана имени Маннона Уйгура. С 1975 года руководил бригадой художников Кокандской художественно-производственной мастерской, с 1982 года — группой прикладного искусства Наманганской художественной мастерской. С 1989 года — заведующий художественным отделом Наманганского областного краеведческого музея, с 1998 года — председатель Наманганского областного Союза художников Академии художеств Узбекистана.
Член Союза художников СССР с 1979 года, член творческого союза Академии Художеств Узбекистана с 1997 года. В 2000 году ему было присвоено почётное звание Народный мастер Узбекистана, в 2003 году Акпаров был избран академиком Академии художеств Узбекистана. Профессор кафедры «Изобразительное искусство и промышленная графика» Наманганского государственного университета. 
Скончался 12 февраля 2022 года в Намангане.

## Творчество
Развил в своем творчестве традиционное прикладное искусство, гармонично используя в декоре зданий живопись, резьбу по ганчу и дереву, ему принадлежит большая заслуга в возрождении утраченного стиля «кундаль» — росписи сусальным золотом рельефа из папье-маше. Его работы носят как прикладной характер: украшенные интерьерные предметы — стулья, скамейки, вазы и тарелки; так и используются в декоре национальных и современных зданий. Работал над сооружениями: санаторий «Пахталикуль» и здание областного краеведческого музея в Намангане; чайхана «Голубые купола», Дворец «Дружбы народов» в Ташкенте, всего более 60 общественных зданий в Узбекистане. Более 20 зданий за рубежом: здание Культурного центра в Нижнекамске, «Дом национальных традиций» в Мамадыше, «Классический пансион» Московского государственного университета и здание Центрального духовного управления мусульман России в Москве, соборная мечеть в Казани, торговый центр «Булгар» и здание ЦДУМ в Уфе.
С 1976 года участвовал в республиканских и международных выставках, работы мастера находятся в собраниях музеев и частных коллекциях: Музее истории Узбекистана, Государственном музее искусств Узбекистана, Государственном музее литературы Узбекистана, Музее народно-прикладного искусства Узбекистана, дирекции Художественных выставок Узбекистана.

## Награды
- Народный мастер Узбекистана (2000)[4]